# Porphyrophora parieli
Porphyrophora parieli är en insektsart som först beskrevs av Albert Vayssière 1920.  Porphyrophora parieli ingår i släktet Porphyrophora och familjen pärlsköldlöss.
Artens utbredningsområde är Marocko. Inga underarter finns listade i Catalogue of Life.